# Spelaeoeciinae
Spelaeoeciinae is een onderfamilie van kreeftachtigen uit de klasse van de Ostracoda (mosselkreeftjes).

## Geslacht
- Spelaeoecia Angel & Iliffe, 1987